# Rosjanie na Łotwie

Flaga Łotewskich Rosjan

Rosjanie na Łotwie – mniejszość narodowa licząca około 490 000 ludzi i stanowiąca około 25% wszystkich mieszkańców Łotwy. 

## Historia
Pierwszymi Rosjanami na Łotwie byli kupcy. Populacja Rosjan zwiększyła się w XVII w. po przybyciu staroobrzędowców. W XVIII wieku Łotwa stała się częścią Imperium Rosyjskiego. W tym czasie na Łotwę przybyła kolejna fala Rosjan. W 1935 roku Rosjanie stanowili około 10% mieszkańców Łotwy. Największa fala rosyjskiej imigracji miała miejsce po włączeniu Łotewskiej Socjalistycznej Republiki Radzieckiej do ZSRR. W 1989 roku Rosjanie stanowili 34% mieszkańców Łotwy.

## Współczesność
Po odzyskaniu niepodległości przez Łotwę liczba Rosjan zaczęła się powoli kurczyć. Współcześnie Rosjanie stanowią około 25% mieszkańców Łotwy, co czyni ich największą mniejszością narodową państwa. Rosjanie mieszkają głównie w miastach; stanowią dużą część mieszkańców Rygi i Dyneburga. Według łotewskiego prawa prawo do obywatelstwa kraju przysługuje jedynie osobom, które posiadały je przed radziecką aneksją Łotwy 16/17 czerwca 1940 oraz ich potomkom. Obywatelstwo można uzyskać, jeżeli żyje się na Łotwie dłużej niż pięć lat (licząc od 4 maja 1990), posiada legalne zatrudnienie, zna język łotewski, konstytucję i zobowiąże się do lojalności wobec państwa. Prawo do ubiegania się o obywatelstwo nie przysługuje przy tym byłym pracownikom radzieckich służb specjalnych, emerytowanym oficerom Armii Radzieckiej, wszystkim, którzy sprzeciwiali się niepodległości Łotwy, oraz propagatorom ustroju totalitarnego i idei komunistycznych. Z tego powodu znaczna część zamieszkujących Łotwę Rosjan należy do grupy nieobywateli. Jedynym językiem urzędowym Łotwy jest łotewski. W 2012 roku odbyło się referendum konstytucyjne w sprawie ustanowienia rosyjskiego drugim językiem państwowym; w głosowaniu projekt zmian został odrzucony. W 2022 roku przyjęta została ustawa, która zakłada, że do 2025 w szkołach ma być stopniowo likwidowana zasada dwujęzyczności, a przedstawiciele mniejszości rosyjskiej po rosyjsku będą mogli się uczyć tylko języka rosyjskiego i kultury rosyjskiej. Do najważniejszych ugrupowań politycznych powiązanych z rosyjską mniejszością należą: Socjaldemokratyczna Partia Zgoda oraz Rosyjski Związek Łotwy.  

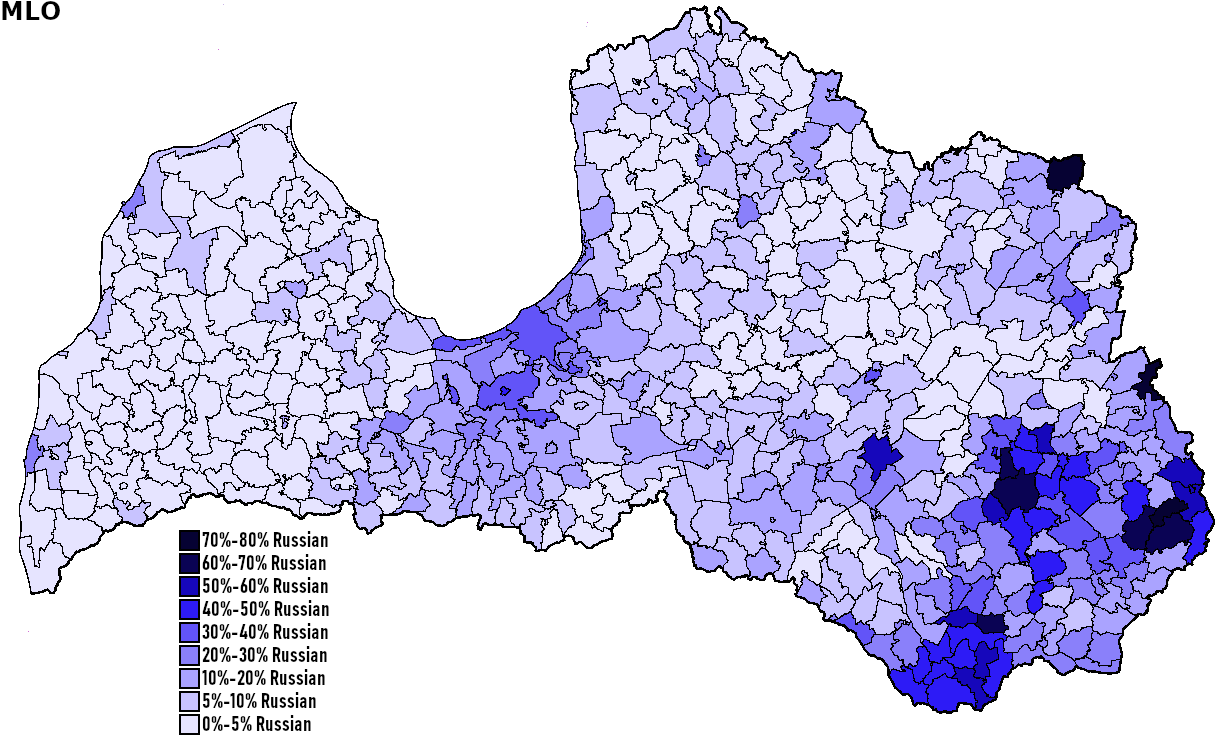
Rosjanie na Łotwie w 2024

Rosjanie w krajach bałtyckich

## Znani Rosjanie z Łotwy
- Artjoms Rudņevs
- Siergiej Eisenstein
- Michaił Eisenstein
- Anatolij Sołowjow
- Wieniamin Kawierin
- Marija Naumova
- Ņikita Ņikiforovs